# Misraqawi
Misraqawi (o Tigrè orientale) è una delle zone amministrative in cui è suddivisa la Regione dei Tigrè in Etiopia.

## Woreda
La zona è composta da 18 woreda:
1. Adigrat town
2. Agulae
3. Atsbi
4. Atsbi town
5. Bizet
6. Edaga Hamus town
7. Erob
8. Freweyni town
9. Ganta Afeshum
10. Geraleta
11. Gulo Mekeda
12. Hawzen
13. Hawzen town
14. Kelete Awelallo
15. Saesie
16. Tsaeda Emba
17. Wukro town
18. Zala Anbesa town